# Капиљски рејон
Капиљски рејон (блр. Капыльскі раён; рус. Ко́пыльский район) је административна јединица другог ранга у Републици Белорусији. Налази се у јужном делу Минске области. Административни центар рејона је град Капиљ. 
Рејон је основан 17. јула 1924. године.
У селу Усово у овом рејону је рођен други премијер Републике Белорусије Михаил Николајевич Чигир (мандат од 1994. до 1996). 

## Географија
Капиљски рејон обухвата територију површине 1.607 км² и 15. је по величини рејон Минске области. Граничи се са Салигорским, Слуцким, Стовпцовским, Њасвишким, Узданским и Клецким рејоном. 
Северним делом рејона тече река Њемен.

## Историја
Рејон је основан 17. јула 1924. године.

## Демографија
Према резултатима пописа из 2009. на подручју Капиљског рејона стално је било насељено 32.818 становника или у просеку 20,47 ст./км².
Основу популације чине Белоруси (95,48%) и Руси (3,175).

## Саобраћај
Кроз рејон пролази железничка пруга Асиповичи-Слуцк-Барановичи и друмови ка околним већим градовима. 